# Saint-Cosme
Saint-Cosme là một xã ở tỉnh Haut-Rhin trong vùng Grand Est ở đông bắc Pháp. Xã này có diện tích 2,71 km², dân số năm 1999 là 84 người. Khu vực này có độ cao 355 mét trên mực nước biển.